# Непорожній Петро Степанович
Петро́ Степа́нович Непоро́жній (13 липня 1910, Тужилів, Недригайлівський повіт, Полтавська губернія, Російська імперія — 9 липня 1999, Москва, Російська Федерація) — український радянський енергетик та державний діяч, вчений, професор (1958), доктор технічних наук (1959), член-кореспондент АН СРСР (1979) і РАН (1991), міністр енергетики СРСР у 1962–1985. Депутат Верховної Ради Української РСР 4-го скликання (1955—1959). Кандидат у члени ЦК КПУ (1956—1960). Кандидат у члени ЦК КПРС (1966—1971), член ЦК КПРС (1971—1986). Депутат Верховної Ради СРСР 7–11-го скликань (1966—1986).

## Життєпис
Народився 13 липня 1910 на хуторі Тужилів поблизу Яготина в багатодітній сім'ї (9 синів і дочок). У 1924 закінчив місцеву школу, навчався в місті Переяславі у школі ФЗУ. З 1929 року — начальник управління іригаційної системи Середазводгоспу, начальник ділянки будівництва гідроелектростанції.
1933-го року на відмінно закінчив Ленінградський інститут інженерів водного транспорту і здобув диплом інженера.[джерело?]
Після закінчення Ленінградського інституту інженерів водного транспорту з 1933 по 1935 рік служив на Балтійському флоті.
З 1935 року — старший інженер проектного інституту в Ленінграді. У 1936—1937 роках — начальник (головний інженер) ГЕС «Чирчикбуд» Узбецької РСР.
З 1937 року — начальник відділу Головгідроенергобуду в Наркоматі важкої промисловості СРСР (1937—1939) та в Наркоматі електростанцій і електропромисловості СРСР (1939—1940). Член ВКП(б) з 1940 року.
У 1940—1941 роках — головний інженер, начальник будівництва оборонних споруд. У 1941—1944 роках — головний інженер і начальник інституту Гідроенергопроект в місті Ташкенті Узбецької РСР. У 1944—1946 роках — головний інженер і начальник Енсогесбуду (Верхньосвирської ГЕС) в Ленінградській області РРФСР.
У 1946—1953 роках — головний інженер тресту Міністерства електростанцій СРСР.
У 1953—1954 роках — головний інженер та заступник начальника спеціального будівельно-монтажного управління Дніпробуду і будівництва Каховської ГЕС. Працюючи головним інженером з будівництва найбільшої на той час Каховської ГЕС, забезпечив її дострокове введення в експлуатацію.
25 вересня 1954 — 17 липня 1957 року — заступник голови Ради Міністрів Української РСР. Одночасно 23 вересня 1955 — 1957 року — голова Державного комітету у справах будівництва і архітектури Української РСР.
17 липня 1957 — 6 червня 1958 року — заступник голови Держплану Української РСР з питань будівництва і будівельних матеріалів — міністр Української РСР.
6 червня 1958 — 30 березня 1959 року — голова Державного комітету у справах будівництва (Держбуду) Української РСР.
У 1959—1962 роках — 1-й заступник міністра будівництва електростанцій СРСР.
У листопаді 1962 — березня 1963 року — міністр енергетики і електрифікації СРСР. У березні 1963 — жовтні 1965 року — голова Державного виробничого комітету з енергетики та електрифікації СРСР — міністр СРСР. У жовтні 1965 — березні 1985 року — міністр енергетики і електрифікації СРСР.
У ці роки в Україні під безпосереднім керівництвом Петра Непорожнього розгорнулося спорудження найбільших теплових електростанцій потужністю до 3,6 млн кВт, оснащених турбогенераторами, що не мали аналогів у світі, потужністю по 200–300 і 800 МВт, що працюють на надкритичних параметрах пари. Серед них Ладижинська, Слов'янська, Придніпровська, Криворізька, Вуглегірська і інші електростанції. Під керівництвом Петра Непорожнього була успішно здійснена програма будівництва атомних електростанцій в Україні, таких як Рівненська, Запорізька. Швидкими темпами споруджуються каскад гідроелектростанцій на Дніпрі. Серед них вперше в світовій практиці здійснений пуск капсульних гідрогенераторів на Київській ГЕС і проведена реконструкція зі збільшенням потужності ДніпроГЕС, флагмана гідроенергетики України.

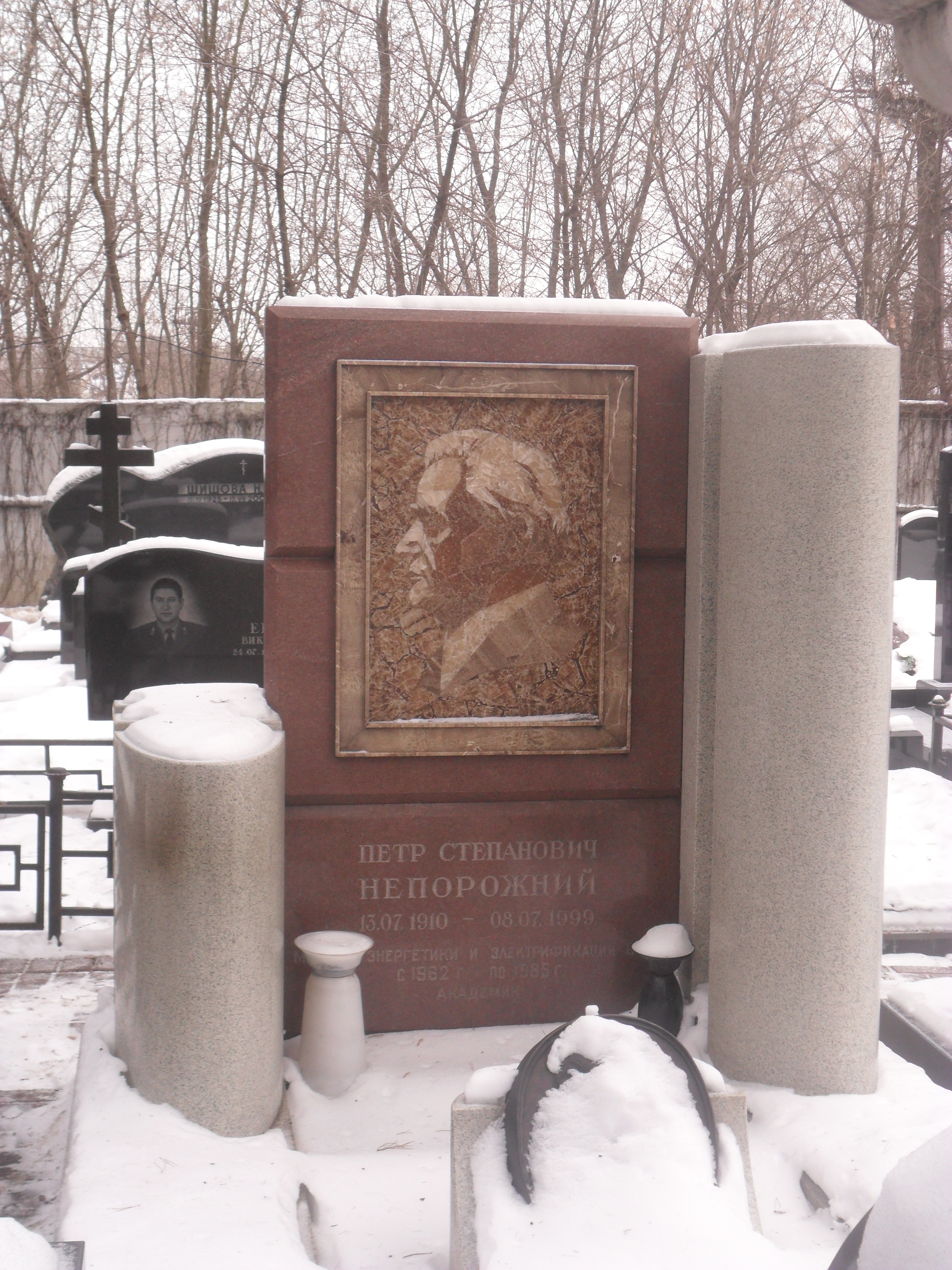
Могила на Кунцевському цвинтарі Москви

Інтенсивно велося електромережеве будівництво. Створювалися лінії електропередачі на високу і надвисоку напругу 220, 330, 500 і 750 кВ, що об'єднували енергосистеми України і Росії з іншими країнами РЕВ. Створена Єдина енергосистема України дозволила здійснити паралельну роботу з європейськими енергосистемі, так званою енергосистемою «Мир».
За період діяльності Непорожнього забезпечувалася потреба в електроенергії всіх галузей народного господарства України, підвищилася надійність роботи електростанцій і енергосистем, збільшилося виробництво електроенергії, а витрати на її вироблення — питомі витрати палива знизилися в 1,5 раза.
У 1985—1988 роках — завідувач відділу, а з 1988 року — радник при дирекції Інституту високих температур АН СРСР.
Похований на новій території Кунцевського кладовища.

## Наукова діяльність
Петро Степанович як учений в 1947 захистив кандидатську дисертацію, в 1959 здобув ступінь доктора технічних наук, а в 1979 обраний членом-кореспондентом Академії Наук СРСР.
Впродовж понад 30 років він, будучи професором, очолював кафедру енергетики в Одеському і Московському політехнічних інститутах. Був ініціатором розвитку міжнародних зв'язків радянської енергетики, був головою постійної комісії РЕВ з електроенергії, Президентом її Національної Ради.
Виховав цілу плеяду висококваліфікованих фахівців і керівників енергетичною галуззю.
Під його керівництвом в СРСР створена практично вся енергетична галузь.

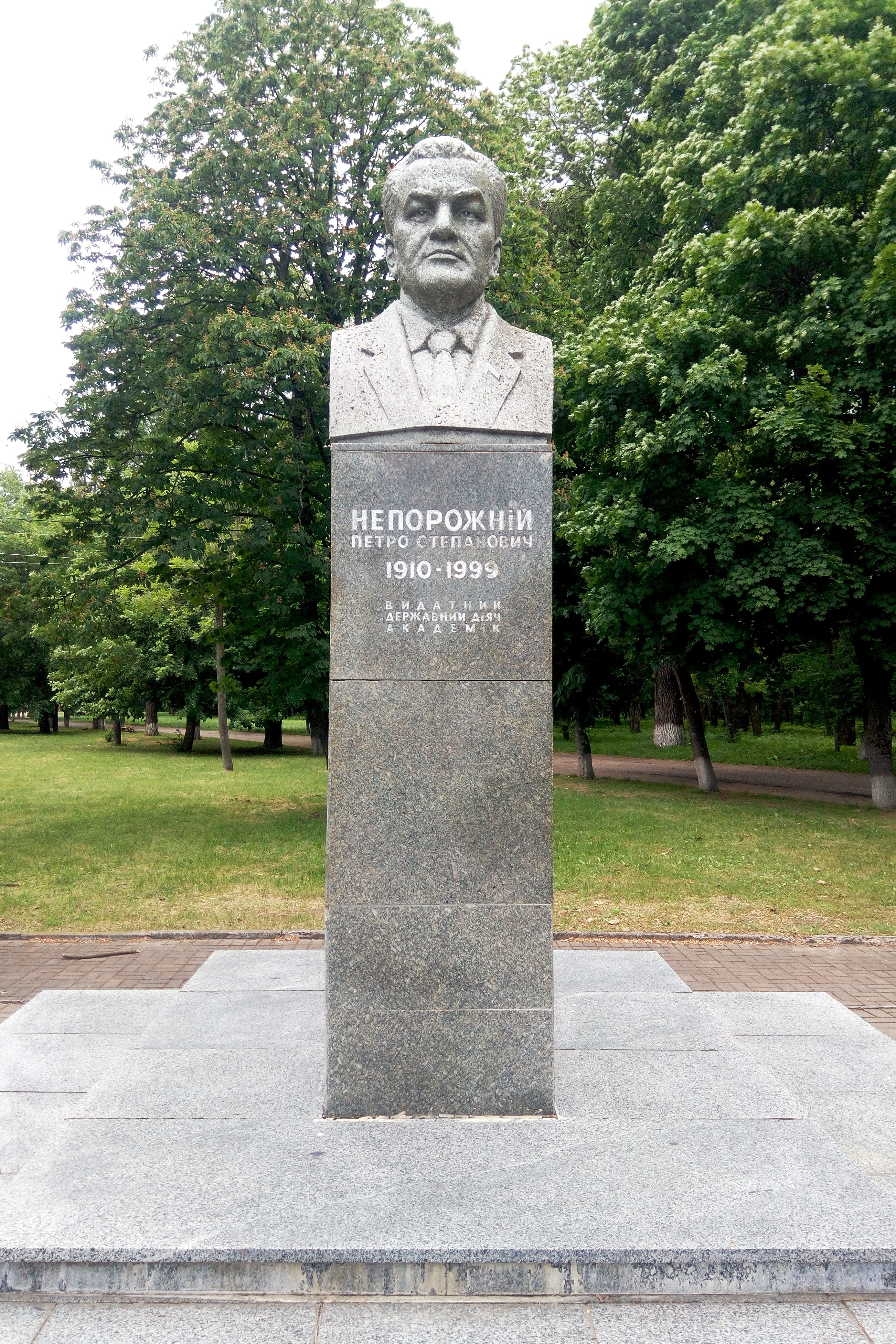
Погруддя Петру Непорожньому в Яготині

## Нагороди
- чотири ордени Леніна (6.06.1957)
- орден Жовтневої Революції
- орден Трудового Червоного Прапора
- орден «Знак Пошани»
- медалі
- Ленінська премія (1968)

Нагороджений понад 30 урядовими нагородами, удостоєний багатьох міжнародних нагород і премій.

## Пам'ять
Постановою Кабінету Міністрів України в 2000 ім'я П. С. Непорожнього присвоєне Каховській ГЕС, на якій він працював.
За ініціативою РАО «ЄЕС Росії» в 2002 році найбільшій в Росії Саяно-Шушенській гідроелектростанції було присвоєне ім'я П.Непорожнього. У музеї будівництва гідростанції зберігаються його особисті речі, подаровані сім'єю Непорожніх.
На батьківшині Непорожнього в Яготині встановлений пам'ятник-погруддя.